# Madagaszkári odúhéja
A madagaszkári odúhéja (Polyboroides radiatus) a madarak osztályának vágómadár-alakúak (Accipitriformes) rendjébe, ezen belül a vágómadárfélék (Accipitridae) családjába tartozó faj.

## Rendszerezése
A fajt Giovanni Antonio Scopoli olasz ornitológus írta le 1786-ban, a Vultur nembe Vultur radiatus néven.

## Előfordulása
Madagaszkár területén honos. Természetes élőhelyei szubtrópusi és trópusi síkvidéki és hegyi esőerdők, mérsékelt övi erdők, füves puszták, szavannák és mocsarak, valamint szántóföldek és ültetvények. Állandó, nem vonuló faj.

## Megjelenése
Testhossza 57–68 centiméter, szárnyfesztávolsága 116–132 centiméter. A kifejlett madarak feje szürke hamu, arcrésze csupasz, csőre fekete.
|  |

## Életmódja
Rovarok, lárvájukkal és kisebb gerincesekkel táplálkozik.

## Természetvédelmi helyzete
Az elterjedési területe elég nagy, egyedszáma 6700 példány alatti, viszont stabil. A Természetvédelmi Világszövetség Vörös listáján nem fenyegetett fajként szerepel.